# Andalucita

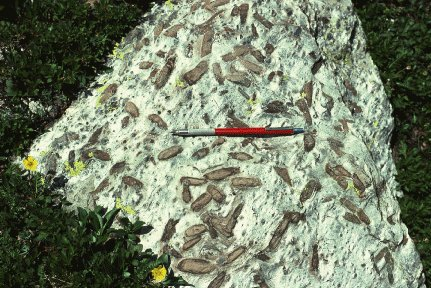
Esquisto de andalucita-cordierita (los cristales marrones grandes son andalucita).

La andalucita es un mineral silicato de fórmula química Al2SiO5. Ocasionalmente puede utilizarse como  gema.

## Historia
En 1789,  Jacques Louis de Bournon  describió a partir de muestras de rocas graníticas de Ipornobert,  Montbrison en el Forez, un mineral al que dio el nombre de «feldespato adamantino de un rojo violeta», pensando que se trataba de un tipo de feldespato. Posteriormente,  Jean-Claude Delamétherie (1789) estudió unas muestras que había llevado a Francia desde España Launoy, un comerciante de minerales, descubriendo que se trataba de un nuevo mineral, al que dio el nombre de andalousite, dedicada a Andalucía, por suponer que las muestras estudiadas procedían de allí. Pronto quedó claro que procedían de Castilla,  y finalmente pudo deducirse que la localidad real era  El Cardoso, en la provincia de Guadalajara (España).

## Aspecto del mineral

### Forma
Este mineral forma parte de muchas rocas metamórficas, en las que no siempre cristaliza de manera visible, pero cuando lo hace adopta formas de cristales prismáticos de hábito sencillo, de base cuadrada, o bien cristales redondeados, masas columnares, agregados radiales o granulados. Los cristales pueden llegar a ser de tamaño considerable, aunque los que poseen carácter de gema son inusuales y de escaso tamaño.

### Coloración
En general, la andalucita presenta un color carnoso más o menos violáceo, que puede cambiar a gris cuando existen alteraciones externas. Es casi siempre opaca, aunque ocasionalmente puede ser transparente, y es en este caso cuando se destina a gemología. Los cristales tienen un color marrón verdoso dominante, pero debido a su intenso pleocroísmo (cambio de color según la orientación del cristal), éste varía con los cambios de posición y el movimiento de la pieza, lo que podría comprometer el éxito de la talla si esta se realiza con poco cuidado. Los cristales transparentes, tras ser facetados, dan como resultado ejemplares de gran belleza; pero, al carecer de tradición en joyería, no han calado en el tejido comercial. Para su talla se suelen usar distribuciones ricas en facetas y bastante gruesas, como la talla en diamante, cojín o lágrima, que realzan al máximo los cambios de brillo y color.

## Yacimientos
Como mineral, es bastante frecuente, explotándose como material refractario cuando se encuentran concentraciones importantes. En cambio, es escasa en calidad de gema. Aunque los cristales opacos se hallan en la mayoría de los macizos graníticos del mundo en los que el granito está en contacto con rocas metamórficas, las calidades del material no son siempre uniformes. Por ejemplo, la mejor andalucita del mundo para ser usada como gema se encuentra en la localidad de Santa Tereza, estado de Espírito Santo (Brasil), y también en las arenas gemíferas de Sri Lanka. En España, además de en la localidad tipo, El Cardoso, se encuentra en muchas localidades. Se encuentran grandes cristales cerca de Santiago de Compostela, en diversos lugares de Guadarrama y en Sierra Albarrana, Hornachuelos (Córdoba) donde aparecen cristales de hasta 10 cm de largo y 4 cm de ancho, de color rosa intenso. En Austria son espléndidos los cristales de Selrain en el Tirol, mientras que en Estados Unidos destacan los que se forman en yacimientos de los estados de California y Massachusetts.

## Propiedad y aplicaciones industriales
Entre las propiedades de este mineral destaca su gran refractariedad, es decir, su capacidad de conservar sus propiedades químicas, mecánicas y térmicas aun cuando se somete a altas temperaturas. Por ello, el 95% de la andalucita que se obtiene en el mundo se destina a producir materiales refractarios para industrias siderúrgicas y metalúrgicas, cementeras, hornos y crisoles. Forma parte, además, de muchas rocas empleadas en la construcción y, con una parte menor de la producción, se fabrican aislantes térmicos, loza de alta calidad, bujías para el encendido y losetas para pavimentos.

## Quiastolita
Algunos cristales de andalucita presentan en su interior unas inclusiones carbonosas de distribución simétrica. Se trata de cuatro cristales prismáticos paralelos que, cortados en sección, forman una cruz característica. Estos ejemplares se conocen con el nombre de quiastolita y se definen como una variedad de andalucita. Debido a esta peculiaridad, hasta finales del siglo XVI los peregrinos del Camino de Santiago la utilizaron como amuleto. La conocían como lapis crucifer, es decir, "piedra cruz" o "piedra de la cruz". La quiastolita, aunque opaca, se pule a veces en cabujón aprovechando la inclusión en forma de cruz. Para la quiastolita es clásica la localidad de Boal, en Asturias.

## Minerales relacionados con la andalucita
- Cianita
- Silimanita